# Disney Games
Disney Games Group (ранее известна как Disney Interactive) — американская игровая и развлекательная дочерняя компания Disney Consumer Products, принадлежащая конгломерату The Walt Disney Company.

## История
В декабре 1994 года Disney объявила о создании нового подразделения, которое будет заниматься изданием программного обеспечения для компьютеров и игровых консолей, получившего название Disney Interactiveй. Первоначально штат компании состоял из 200 сотрудников. Формально компания была учреждена в середине 1995 года. 23 августа 1995 года Disney Interactive сформировала Disney Online.
3 апреля 1997 года Disney приобрела третью долю компании Starwave за 100 млн долларов. В январе 1998 года Disney зарегистрировала сайт go.com. В апреле 1998 года, реализовав свои опционы, Disney выкупила оставшиеся акции Starwave у Пола Аллена. В июне 1998 года Disney приобрела 43 % акций компании Infoseek в обмен на Starwave и 70 млн долларов. В дальнейшем компании Infoseek и Disney Online совместно разработали интернет-портал Go Network. После покупки компанией Disney оставшейся части Infoseek в июле 1999 года Go Network, Infoseek, Disney Catalog, Disney Online (Disney.com и DisneyStore.com), ABC News Internet Ventures и ESPN Internet Ventures и Buena Vista Internet Group (BVIG) объединились в компанию Go.com.
В августе 1996 года компания Buena Vista Internet Group (BVIG) приобрела контрольный пакет акций сайта toysmart.com. В совет директоров вошли три руководителя. Предполагалось, что Toysmart получит маркетинговую поддержку, включая бесплатную рекламу на веб-сайтах BVIG, таких как family.com. Однако после нескольких попыток привлечь финансирование сайт Toysmart.com был закрыт в мае 2000 года.
В июне 1999 года прекратил свою работу интернет-гид Disney. В 2001 году закрылся портал Go.com, расходы на который достигли 878 млн долларов.
В 2004 году Disney возродила компанию Starwave под названием Starwave Mobile. Эта компания занималась разработкой и изданием казуальных игр для мобильных телефонов. Игры предназначались для брендов, не принадлежащих Disney, но входящих в конгломерат или принадлежащих третьим лицам. В декабре 2004 года Walt Disney Internet Group в партнёрстве с Indiagames выпустила на индийском рынке игры, обои и мелодии Disney, которые также были доступны на AirTel.
В ноябре 2005 года концерн расширился за счет покупки Living Mobile — европейского разработчика и издателя мобильных игр. А в 2007 году Disney приобрела Enorbus Technologies.

## Структура компании
Дочерние компании и студии
- Disney Electronic Content (издатель)
- Disney Mobile (c 2018)
- Marvel Games[19] (c 2023)
- 20th Century Games[20] (c 2022)
- Lucasfilm Games[21] (c 2021)

### Ключевые фигуры
| Имя             | Должность                                                                    | Примечания |
| --------------- | ---------------------------------------------------------------------------- | --- |
| Шон Шоптоу      | Глава и исполнительный вице-президент                                        | Ранее был старшим вице-президентом по играм и интерактивному опыту Disney Games. |
| Джей Онг        | Старший вице-президент и руководитель Disney Games Group                     | Руководитель глобального бизнеса лицензирования игр по всем франшизам Disney. Сыграл важную роль в запуске серии игр Marvel’s Spider-Man. Ранее исполнял обязанности главы Marvel Games. |
| Джон Дрейк      | Вице-президент по развитию бизнеса и генеральный директор 20th Century Games | С 2014 по 2019 года являлся руководителем отдела портфельной стратегии и приобретения контента в компании Sony Interactive Entertainment.                                                |
| Кэрри Чен       | Вице-президент по стратегии и бизнес-операциям                               | Исполняла обязанности менеджера в компаниях Ubisoft, Zynga, Warner Bros. Entertainment.                                                                                                  |
| Рэй Греско      | Старший вице-президент по развитию продуктов                                 | Бывший главный директор по развитию в Blizzard Entertainment. Руководит созданием метавселенной совместно Epic Games.                                                                    |
| Бьорн Торнквист | Вице-президент по игровым технологиям                                        | Ранее исполнял обязанности технического директора в Ubisoft Stockholm и Massive Entertainment.                                                                                           |
| Луиджи Приоре   | Вице-президент и генеральный директор по играм Disney/Pixar                  | [ 30 ] |
| Халук Ментес    | Глава Marvel Games                                                           | Ранее занимал должность старшего вице-президента по развитию бизнеса и портфельной стратегии Marvel Games                                                                                |
| Дуглас Рейли    | Вице-президент Lucasfilm Games                                               | Дуглас Рейли курирует игры и интерактивный бизнес Lucasfilm. Рейли руководил разработкой и лицензированием игровых франшиз Myst, Prince of Persia и Close Combat.                        |